# هاري بنسون (مصور)
هاري بنسون (بالإنجليزية: Harry Benson)‏ (و. 1929  م) هو مصور، ومصور أخبار، ومصور موضة من المملكة المتحدة، وإسكتلندا، ولد في غلاسكو.

## جوائز
حصل على جوائز منها:
- نيشان الفنون والآداب من رتبة قائد (17 يناير 2013)[5]
- جائزة المنافسة العامة  [لغات أخرى]‏ (1946)